# Celesty
Celesty var ett symphonic power metal-band som skapades 1998 i Seinäjoki i Finland. 

## Medlemmar
Senaste medlemmar
- Ari Katajamäki – basgitarr (1998–2012, 2015–2016)
- Jere Luokkamäki – trummor (1998–2012, 2015–2016)
- Tapani Kangas – gitarr (1999–2010, 2015–2016)
- Juha-Pekka Alanen – gitarr (2000–2005, 2015–2016)
- Kimmo Perämäki – sång (2000–2003, 2015–2016)
- Juha Mäenpää – synthesizer, keyboard (2001–2012, 2015–2016)

Tidigare medlemmar
- Timo Lepistö – gitarr (1998–1999)
- Marika Kleemola – keyboard (1998–1999)
- Tommi Ritola – sång (1998–1999)
- Jari Lehtola – gitarr (1999)
- Antti Railio – sång (2000–2009)
- Teemu Koskela – gitarr (2005–?)
- Tony Turunen – sång (2010–2012)

## Diskografi
Studioalbum
- Reign of Elements (2002)
- Legacy of Hate (2004)
- Mortal Mind Creation (2006)
- Vendetta (2009)

EP
- Warrior of Ice (demo) (2001)
- Times Before the Ice (demo) (2002)